# Цахер, Ханс
Ханс Фридрих Цахер (нем. Hans Friedrich Zacher, родился 22 июня 1928 года в Эрлах-ам-Инне, Нижняя Бавария; † 18 февраля 2015 года в Штарнберге) — немецкий учёный-правовед.
Цахер был профессором немецкого и баварского конституционного и административного права, в Университете Людвига-Максимилиана в Мюнхене и директором Института иностранного и международного социального права Макса Планка. С 1990 по 1996 год Цахер был президентом Общества Макса Планка. Цахер сыграл важную роль в становлении социального права как академического предмета в Германии.

## Биография
Ханс Фридрих Цахер родился в семье учителя начальной школы. После изучения права в Бамберге, Эрлангене и Мюнхене Цахер сдал государственные экзамены по юриспруденции в 1951 и 1955 годах, а в 1952 году получил степень доктора юридических наук. Его научным руководителем был эксперт по конституционному и административному праву Ханс Навиаски. С 1955 по 1963 год Цахер работал во внутреннем управлении Баварии и в судах (Баварский административный суд, Федеральный конституционный суд). В 1962 году он был назначен профессором конституционного, административного и канонического права в Саарском университете, где преподавал с 1963 по 1971 год. В 1971 году он принял предложение поступить на юридический факультет Мюнхенского университета и преподавал там публичное право, в частности конституционное и административное право Германии и Баварии. Цахер вышел на пенсию в 1996 году и жил в Пёккинге, Верхняя Бавария, Германия.
С 1975 по 1980 год он также возглавлял проектную группу Макса Планка по международному и сравнительному социальному праву; с 1980 по 1992 год работал директором нового Института иностранного и международного социального права Макса Планка.
С 1990 по 1996 год он был президентом Общества Макса Планка. Как почетный директор института, он был почетным членом Сената Общества Макса Планка. С 1997 года он стал членом Совета управляющих Института науки Вейцмана в Реховоте, Израиль.
Цахер был соучредителем, а затем почетным председателем Немецкой ассоциации социального права. В 1981 году он был избран действительным членом Философско-исторического класса Баварской академии наук, также был членом Папской академии социальных наук в Риме с 1994 года и членом Европейской академии с 1990 года.
Цахер издал ряд публикаций в области немецкого, сравнительного, европейского и международного социального права, а также по социальной политике, конституционному праву, экономическому праву, исследовательскому праву и исследовательской политике, по вопросам отношений государства и церкви. Он принимал активное участие в политическом консультировании (Комиссия по социальному кодексу, Комиссия по обеспечению старости), а с 1967 года он был членом научно-консультативного совета при Федеральном министерстве экономики, а также консультативным советом по страхованию при Федеральном надзорном управлении, консультировал социальные учреждения.

## Награды и отличия
- 1983 — Баварский орден «За заслуги»
- 1991 — Почетный доктор, Католический университет Лувена
- 1992 — Большой федеральный крест за заслуги
- 1995 — Почетный доктор Университета Бреслау.
- 1995 — Баварский Орден Максимилиана за науку и искусство.
- 1996 — Почетный доктор Института науки Вейцмана, Реховот/Израиль.
- 1997 — Почетный доктор Сегедского университета.
- 1998 — Медаль Харнака Общества Макса Планка[9]
- 2001 — Почетный доктор Афинского университета.
- 2001 — Австрийский Почетный крест науки и искусства I. Сорт
- 2004 — Кавалер Национального ордена за заслуги перед Французской Республикой.
- 2015 — Медаль Лейбница Берлинско-Бранденбургской академии наук (посмертно)

## Избранные публикации
- Freiheit und Gleichheit in der Wohlfahrtspflege. 1964.
- Freiheitliche Demokratie (= Geschichte und Staat. Band 139/140). München/Wien 1969.
- Pluralität der Gesellschaft als rechtspolitische Aufgabe. In: Der Staat. Band 9, 1970, S. 161—186.
- Arbeitskammern im demokratischen und sozialen Rechsstaat. 1971.
- Bericht über das in der Bundesrepublik Deutschland geltende Wirtschaftsrecht (= Wettbewerb — Rechtsangleichung. Heft 20). Brüssel 1973 (= Rapport sur le droit économique en république fédérale d’Allemagne. Série Concurrence — Rapprochement des Législations. Nr. 20).
- Materialien zum Sozialgesetzbuch. Loseblatt. Percha 1974—1979.
- Internationales und Europäisches Sozialrecht. Eine Sammlung weltweiter und europäischer völkerrechtlicher und supranationaler Quellen und Dokumente. Percha 1976.
- Methodische Probleme des Sozialrechtsvergleichs (= Colloquium der Projektgruppe für Internationales und Vergleichendes Sozialrecht der Max-Planck-Gesellschaft. Schriftenreihe für Internationales und Vergleichendes Sozialrecht. Band 1). Berlin 1977.
- Staat und Gewerkschaften. 1977.
- Sozialrechtsvergleich im Bezugsrahmen internationalen und supranationalen Rechts. Colloquium der Projektgruppe für Internationales und Vergleichendes Sozialrecht der Max-Planck-Gesellschaft (= Schriftenreihe für Internationales und Vergleichendes Sozialrecht. Band 2). Berlin 1978.
- Sozialpolitik und Verfassung im ersten Jahrzehnt der Bundesrepublik Deutschland. Berlin 1980.
- Einführung in das Sozialrecht der Bundesrepublik Deutschland. Heidelberg 1983; 2. Auflage 1983; 3. Auflage. 1985.
- Das soziale Staatsziel. In: Josef Isensee, Paul Kirchhof (Hrsg.): Handbuch des Staatsrechts der Bundesrepublik Deutschland. Band 1, Heidelberg 1987, S. 1045—1111; Neubearbeitung in: Josef Isensee, Paul Kirchhof (Hrsg.): Handbuch des Staatsrechts. Band 2: Verfassungsstaat. Heidelberg 2004, S. 659—784.
- Forschung, Gesellschaft und Gemeinwesen (= Juristische Studiengesellschaft Karlsruhe. Heft 208). Heidelberg 1993.
- Abhandlungen zum Sozialrecht. Hrsg. von Bernd Baron von Maydell und Eberhard Eichenhofer. Heidelberg 1993.
- Grundlagen der Sozialpolitik in der Bundesrepublik Deutschland. In: Geschichte der Sozialpolitik in Deutschland seit 1945. Hrsg. vom Bundesministerium für Arbeit und Sozialordnung/Bundesarchiv. Band 1: Grundlagen der Sozialpolitik. Baden-Baden 2001, S. 333—684.
- Democracy in Debate. The Contribution of the Pontifical Academy of Social Sciences. 2005.
- Sechs Jahrzehnte Rechtsgeschichte. In: Martin Huber, Gerhard Lauer (Hrsg.): Wissenschaft und Universität. Selbstportrait einer Generation. Wolfgang Frühwald zum 70. Geburtstag. 2005, S. 95-144.
- Abhandlungen zum Sozialrecht II. Hrsg. von Ulrich Becker und Franz Ruland. Heidelberg 2008.